# Eurysorchis australis
Eurysorchis australis är en plattmaskart som beskrevs av Harold Winfred Manter och Walling 1958. Eurysorchis australis ingår i släktet Eurysorchis och familjen Diclidophoridae. Inga underarter finns listade i Catalogue of Life.